# Alex Fernandes
Alexsandro Fernandes Xavier, mais conhecido como Alex ou Alex Fernandes (Recife, 4 de abril de 1973), é um ex-futebolista brasileiro que atuava como atacante.

## Carreira
Iniciou sua carreira no Náutico, vivendo seu auge na temporada 1994 onde marcou 12 gols pelo Pernambucano e 9 gols na Série A. Mesmo com os gols no estadual, não foi suficiente para ser campeão. O título ficou com o Leão da Ilha. O mesmo ocorreu no Brasileirão de 1994, mesmo com 9 gols não livrou o Timbu do rebaixamento. Foi o quinto melhor marcador do brasileiro, ficando atrás de nomes consagrados como Amoroso, Túlio Maravilha e Rivaldo. Permaneceu nos Aflitos até o início de 1996, saindo para o rival Sport.
No Rubro-negro pernambucano teve uma rápida e apagada passagem. Diferentemente de quando defendia as cores do Náutico. Encerrou seu ciclo no Sport no final da temporada 1997, não tendo seu vínculo estendido pelo clube Leonino.
Em 1998, seguiu para o Mogi Mirim. Lá permaneceu até o ano de 1999, quando foi o artilheiro do Campeonato Paulista e depois partiu rumo a América do Norte, onde veria renascer sua carreira em dois clubes mexicanos.

### Morelia
Após passagem pelo Mogi Mirim, foi contratado pelo Morelia em 1999, o desconhecido Alex Fernandes. Em sua formação no Brasil, começou como defensor. Mas com sua técnica apurada acabou mudando para atacante e tornando-se um goleador letal. Diferenciava-se pelos dribles e velocidade que deixava os zagueiros para trás. No Morelia fez uma dupla mortal com Carlos Pavón, sendo campeão no inverno de 2000. Chutava bem com ambas pernas. Na sua passagem pelo Morelia, deixou a marca de 71 gols em 134 partidas, sendo o segundo maior artilheiro do clube Mexicano. Encerrou sua passagem Morelia em 2002. Após grandes temporadas, despertou interesse de alguns clubes do país, entre eles, o tradicional Monterrey.

### Monterrey
Em 2003, foi contratado pelo Monterrey. Logo ao chegar no novo clube, ganhou o Campeonato Clausura de 2003, contra sua ex-equipe Morelia, sendo comandado pelo técnico argentino Daniel Passarella. Alex Fernandes já estava com 31 anos e sofreu com problemas de lesão em 2004, ficando quase seis meses sem jogar. Continuou jogando partidas regulares e fazendo gols decisivos. Porém a sua situação ficou bastante desgastada e insustentável quando o atleta foi liberado para tirar férias. Veio para o Brasil e não voltou na data prevista para se apresentar ao clube. O presidente do Monterrey Jorge Urdiales, disse que, ao não informar, o brasileiro não mostrou interesse no clube e que estaria sendo desligado da equipe. Na sua passagem pelo Monterrey, deixou a marca de 31 gols em 85 partidas,
Em 9 de setembro de 2015, o Periódico Central, do México, elegeu os dez maiores artilheiros estrangeiros da história do futebol mexicano, Alex, ficou classificado na 5ª posição com 102 gols marcados.